# Marcus Claudius Marcellus (Kr. e. 166)
Marcus Claudius Marcellus (? – Kr. e. 148) római politikus, hadvezér. Családja a plebeius Claudiusok közé tartozott, nagyapja Syracusae híres elfoglalója, ötszörös consul, a hasonló nevet viselő Marcus Claudius Marcellus, édesapja – maga is Marcus – pedig Kr. e. 196-ban volt consul.
Kr. e. 177-ben apja örökébe lépett a pontifexi collegium tagjaként, noha előtte semmiféle magistraturát sem viselt. Kr. e. 169-ben praetor volt, és Hispania lett a provinciája. Kr. e. 166-ban consulként győzelmet aratott Gallia Cisalpina keltái ellen, jutalomképpen triumphust tarthatott. Kr. e. 155-ben másodszor is főmagistratus lett, ekkor a Liguria népe ellen vezetett győzedelmes hadjáratot. Első két consuli évének részleteit sajnos nem ismerjük, ám az ominózus harmadikét igen.
Kr. e. 152-ben Lucius Valerius Flaccusszal együtt lett ismét consul, amely minőségben Hispaniába vonult. A keltibérek felett aratott kisebb győzelmek után nagylelkű bánásmódjával elérte, hogy az ellenséges törzsek letegyék a fegyvert, és békét kérve követeket menesszenek Rómába. A senatus azonban gyávaságnak és hanyagságnak fogta fel az esetet, és nem volt hajlandó tárgyalni az ibériai törzsekkel; Marcellust pedig leváltották hadvezéri posztjáról, és Lucius Licinius Lucullust nevezte ki a helyére.
Marcellus időközben a luzitánok felett is győzelmet aratott, lerombolva Nergobiga erődjét. Télire visszatért az általa alapított Corduba coloniában (ma Córdoba) berendezett bázisára, azonban a senatus döntéséről értesülve hirtelen felvonult a keltibérek ellen, akik nyomban letették a fegyvert. Feltehetően előre megegyeztek erről a consullal, aki így akart elégtételt venni a senatus felett: Lucullus már egy teljesen békés tartományt vett át.
Marcellust Kr. e. 148-ban Massinissa numidiai királyhoz menesztették követként, azonban a hajója viharba került és elpusztult. A consul is odaveszett a Földközi-tengeren. Az édesapja által emeltetett Virtus-templomban fennmaradt egy felirata, mely megörökíti, hogy nagyapja, édesapja és ő maga összesen kilencszer voltak consulok. Ilyesmi semelyik más római családban sem fordult elő.
Utódai közül két dédunokája, Marcus és Caius szintén consulviselt volt.